# Placówka Straży Granicznej w Osinowie Dolnym
Placówka Straży Granicznej w Osinowie Dolnym – zlikwidowana graniczna jednostka organizacyjna Straży Granicznej realizująca zadania w ochronie granicy państwowej z Republiką Federalną Niemiec.

## Formowanie i zmiany organizacyjne
Placówka Straży Granicznej w Osinowie Dolnym z siedzibą w Osinowie Dolnym (Placówka SG w Osinowie Dolnym), została powołana 24 sierpnia 2005 roku Ustawą z 22 kwietnia 2005 roku O zmianie ustawy o Straży Granicznej..., w strukturach Pomorskiego Oddziału Straży Granicznej w Szczecinie z przemianowania dotychczas funkcjonującej Granicznej Placówki Kontrolnej Straży Granicznej w Osinowie Dolnym. Znacznie rozszerzono także uprawnienia komendantów placówek, m.in. w zakresie działań podejmowanych wobec cudzoziemców przebywających na terytorium RP.
27 września 2007 roku wyłączono z systemu ochrony granicy państwowej Placówkę SG w Czelinie, powierzając jej rejon służbowej odpowiedzialności PSG w Osinowie Dolnym.
Zniesienie kontroli granicznej we wszystkich przejściach Pomorskiego Oddziału SG na granicach wewnętrznych Unii Europejskiej, miało wpływ na kolejne zmiany w systemie organizacyjnym ochrony północno-zachodnich rubieży państwa. W wyniku czego 15 stycznia 2008 roku rozformowano PSG w Kołbaskowie oraz Krajniku Dolnym, zwiększając rejon działania PSG w Osinowie Dolnym, PSG w Gryfinie i PSG w Lubieszynie.
1 października 2009 roku zostały zniesione Placówki SG w: Osinowie Dolnym, Lubieszynie i Gryfinie, zmieniając rejon służbowego działania PSG w Szczecinie-Goleniowie i Szczecinie-Porcie.

## Ochrona granicy
Stan z 24 sierpnia 2005

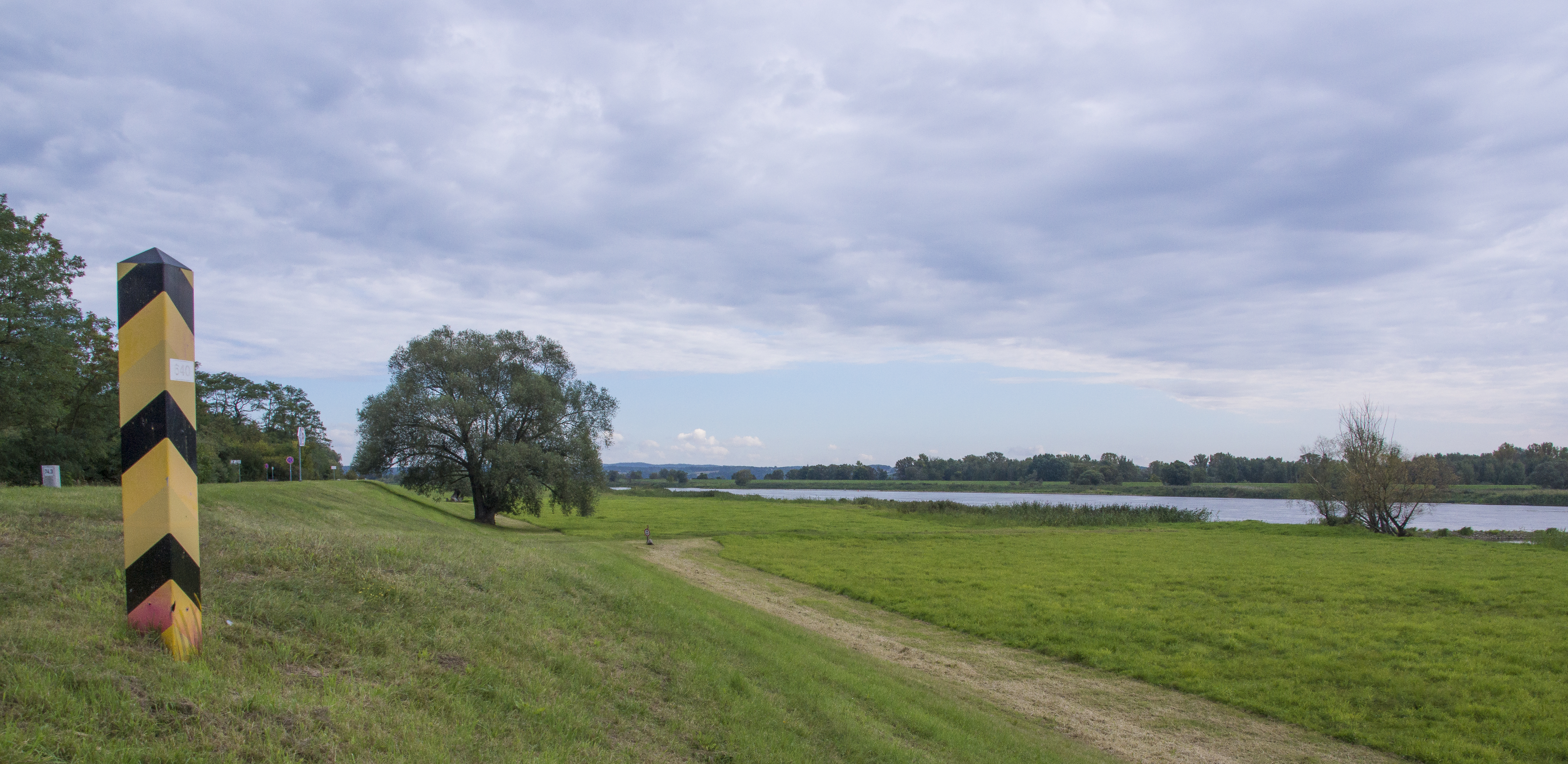
Granica polsko-niemiecka na rzece Odrze w rej. Hohensaaten. Po lewej niemiecki znak graniczny (wrzesień 2014)

Placówka SG w Osinowie Dolnym ochraniała odcinek granicy państwowej:
- Od znaku granicznego nr 615 do znaku granicznego nr 669.

W celu zapewnienia coraz lepszej ochrony porządku prawnego państwa i by usprawnić swoje działania na granicy, PSG w Osinowie Dolnym organizowała wspólne patrole graniczne m.in. z funkcjonariuszami Policji, Żandarmerii Wojskowej czy też niemieckiej Bundespolizei (BGS).
Od połowy maja 2008 roku PSG w Osinowie Dolnym wykorzystywała Backscatter Van (ZBV) – mobilny system skanowania, wbudowany w zwykły pojazd dostawczy, który umożliwiał bezinwazyjną, prostą i wygodną kontrolę zawartości innych pojazdów lub przesyłek cargo niestandardowych rozmiarów.

### Podległe przejścia graniczne
- Osinów Dolny-Hohenwutzen (drogowe) – do 21 grudnia 2007[3]
- Osinów Dolny-Hohensaaten (rzeczne) – do 21 grudnia 2007[3]
- Gozdowice-Güstebieser Loose (rzeczne) – od 20 października 2007 do 21 grudnia 2007[3].

## Placówki sąsiednie
- Placówka SG w Czelinie ⇔ Placówka SG w Krajniku Dolnym – 24.08.2005[3]
- Placówka SG w Kostrzynie nad Odrą ⇔ Placówka SG w Krajniku Dolnym – 27.09.2007[3]
- Placówka SG w Kostrzynie nad Odrą ⇔ Placówka SG w Gryfinie – 15.01.2008[3].

## Komendanci placówki
- ppłk SG Robert Sobas (24.08.2005–był 02.07.2007)[4]
- Jan Dzięcioł
- Bernard Szymkowiak.